# Бербешкин, Александр Андреевич
Александр Андреевич Бербешкин (1916—1944) — командир стрелкового батальона 203-го гвардейского стрелкового полка 70-й гвардейской стрелковой дивизии 13-й армии Центрального фронта, гвардии подполковник.

## Биография
Родился 30 июня (13 июля) 1916 года в селе Караваино (ныне — Инжавинского района Тамбовской области) в крестьянской семье. Русский.
Окончив среднюю школу, Александр Бербешкин поступил в Тамбовский промышленно-экономический техникум, затем — в институт народнохозяйственного учёта в городе Воронеже, который окончил в 1938 году.
Работал начальником управления народно-хозяйственного учёта Красноярского края, а после службы в Красной Армии — председателем районной плановой комиссии в Мучкапе.
В Красной Армии с 1938 года. В боях Великой Отечественной войны с 1942 года. В 1942 году окончил курсы усовершенствования офицерского состава. Член ВКП(б) с 1943 года.
В разгар боев под Сталинградом Бербешкин стал командиром батальона 344-го стрелкового полка 138-й стрелковой дивизии, которая в октябре-ноябре 1942 года вела тяжелые бои в районе Сталинградского завода «Баррикады».
Командир стрелкового батальона гвардии майор Александр Бербешкин особо отличился в наступательных боях в сентябре 1943 года. Вверенный Бербешкину батальон 20-21 сентября 1943 года в Чернобыльском районе Киевской области Украины последовательно форсировал реку Днепр в районе села Теремцы и реку Припять в районе села Оташев. Захватив плацдарм, батальон А. А. Бербешкина обеспечил переправу других подразделений 203-го гвардейского стрелкового полка и 70-й гвардейской стрелковой дивизии.
С 19 марта 1944 года гвардии подполковник А. А. Бербешкин — командир 203-го гвардейского стрелкового полка (70-я гвардейская стрелковая дивизия, 13-я армия, Центральный фронт). Погиб 17 апреля 1944 года.
Похоронен на площади города Городенка Ивано-Франковской области Украины, где установлена памятная стела.

## Награды
- Указом Президиума Верховного Совета СССР от 16 октября 1943 года за образцовое выполнение боевых заданий командования на фронте борьбы с немецко-фашистскими захватчиками и проявленные при этом мужество и героизм гвардии майору Бербешкину Александру Андреевичу присвоено звание Героя Советского Союза с вручением ордена Ленина и медали «Золотая Звезда» (№ 1813).
- Награждён орденом Ленина, орденами Красного Знамени и Красной Звезды, а также медалями.

## Память
- Имя Героя носят средняя школа и улица в Городенке, а также улица в посёлке городского типа Инжавино.
- В г. Рассказово Тамбовской области в средней школе № 9 была пионерская дружина имени А. А. Бербешкина.